# Polimnija
Polimnija (lat. Polymnia), rod glavočika u vlastitom tribusu Polymnieae, dio potporodice Asteroideae. Priznato je nekoliko vrsta

## Vrste
1. Polymnia aspera (Mart.) Mart. ex DC.
2. Polymnia canadensis L.
3. Polymnia cocuyensis Cuatrec.
4. Polymnia cossatotensis Pittman & V.M.Bates
5. Polymnia johnbeckii D. Estes
6. Polymnia laevigata Beadle
7. Polymnia quichensis J.M.Coult.
8. Polymnia sonchifolia Poepp.

## Vanjske poveznice
|  | Zajednički poslužitelj ima još gradiva o temi Polymnia |
|  | Wikivrste imaju podatke o taksonu Polymnia             |